# Днепърско-Карпатска операция
Днепърско-Карпатската операция от 24 декември 1943 до 17 април 1944 година е военна операция между Днепър и Карпатите в Украйна и Румъния, на Източния фронт на Втората световна война.
Тя включва поредица настъпателни действия на Съветския съюз, подпомаган от ограничен чехословашки контингент, срещу отбраняващите се сили на Германия и Румъния в Дяснобрежна Украйна. Операцията се превръща тежко поражение за германците, които претърпяват тежки загуби и са принудени да ги компенсират, прехвърляйки части от други критични зони на Европейския театър. Съветските войски завземат почти цяла Украйна и Молдова.